# 瓜查羅斯洞國家自然公園
瓜查羅斯洞國家自然公園（西班牙語：Parque nacional natural Cueva de los Guácharos，意思為「油鴟棲息的洞穴」），是哥倫比亞最古老的國家公園，位於該國南部乌伊拉省和卡克塔省的安地斯山脈地區，成立於1960年11月9日，面積9,000公頃（90平方；35平方英里）平方公里，處於馬格達萊納河和雅普拉河流域的喀斯特地形。
瓜查羅斯洞國家自然公園旨在保護當地的雲霧森林與帕拉莫（美洲熱帶高山草地）生態系統，具有哥倫比亞碩果僅存的櫟屬森林，包括原生種南美柞樹及高大三棱櫟。

## 生物多樣性
截至2005年哥倫比亞保護區管理機構於自然公園中辨識了296種鳥類，其他記錄物種則包括：
| 物種       | 科       | 保護現況 |
| ---------- | -------- | -------- |
| 兔頭猴     | 蜘蛛猴科 | 無危     |
| 黑帽捲尾猴 | 捲尾猴科 | 易危     |
| 黑蜘蛛猴   | 蜘蛛猴科 | 易危     |
| 赤短角鹿   | 鹿科     | 數據缺乏 |
| 小紅短角鹿 | 鹿科     | 易危     |
| 北方普度鹿 | 鹿科     | 易危     |
| 山貘       | 貘科     | 瀕危     |